# Albert King
Albert King (geboren als Albert Nelson; Indianola (Mississippi), 25 april 1923 - Memphis (Tennessee), 21 december 1992) was een invloedrijke Amerikaanse bluesgitarist en zanger.
Hij was een van de "Three Kings" van de bluesgitaar (samen met B.B. King en Freddie King). King mat 1,98 meter en woog 118 kg en stond bekend als "The Velvet Bulldozer".

## Biografie
King werd geboren in een bescheiden familie in Indianola, Mississippi op een katoenplantage, waar hij in zijn jonge jaren werkte. Een van de vroege muziekinvloeden in Kings leven was zijn (stief)vader, Will Nelson, die vaak gitaar speelde. Gedurende zijn kindertijd zong hij ook bij een gospelgroep in de kerk. Hij begon als professioneel muzikant bij de groep In the Groove Boys in Osceola, Arkansas.
Zijn eerste hit was "I'm A Lonely Man", verschenen in 1959. Pas in 1961, bij de uitgave van "Don't Throw Your Love on Me So Strong", had hij een echte hit te pakken die op de 14e plaats eindigde in de R&B-charts. In 1966 tekende hij bij het beroemde Stax Records-label; in 1967 verscheen daar zijn eerste, legendarische album Born Under A Bad Sign. 
Op 1 februari 1968 huurde organisator Bill Graham hem om de show te openen voor John Mayall en Jimi Hendrix op Fillmore West in San Francisco. Een groot deel van het publiek had geen idee wie Albert King was, maar daar kwamen ze snel achter: hij stal de show, en toonde de wereld waar Mayall en Hendrix hun bluesriffs uit inspireerden.
Albert King speelde met de linkerhand op rechtshandige gitaren (meestal Gibson Flying V's) door de gitaar om te draaien zodat de lage tonen onderaan zaten. In de latere jaren bespeelde King een aangepaste gitaar voor een linkshandige, maar dan met de snaren omgekeerd (zoals hij gewoon was te spelen).
King stond bekend om zijn kunst muzieknoten te "persen". Men zei dan ook dat hij meer gevoel kon leggen in 1 noot dan de meeste andere gitaristen in 100. Amerikaanse critici noemden het geluid dat hij uit zijn snaren wrong "scherper dan scheermesjes".
Albert King beïnvloedde honderden bluesgitaristen, inclusief beroemdheden als Jimi Hendrix, Eric Clapton, Mike Bloomfield, Peter Green, Gary Moore, Johnny Winter, en een generatie later weer Stevie Ray Vaughan of bijvoorbeeld Robert Cray. Zo was Eric Claptons gitaarsolo in de Cream-hit "Strange Brew" een letterlijke cover van Kings solo van zijn Stax Records-hit "Personal Manager" en "Oh,Pretty Woman". Ook niet-bluesgitaristen als Alex Lifeson van Rush zijn indirect schatplichtig aan Albert King - Lifeson raakte, via een omweg, geïmponeerd door Kings karakteristieke geluid nadat hij de Cream/Clapton-cover van Born Under A Bad Sign - een compositie van Booker T. Jones en William Bell - had gehoord op de Cream-LP "Wheels of Fire" (1968).
King had nog een hit in 1972 met zijn uitvoering van "I'll Play the Blues for You", zoals de meeste nummers - in tekst - zelden door hem zelf geschreven.
King had, met name in zijn beginperiode in de late jaren 50, last van het feit dat hij niet kon lezen.
Veel tekstdichters in dienst bij Stax Records of Atlantic wisten dit niet als ze de veteraan-bluesgitarist weer eens een nieuw nummer aanboden. King had zichzelf getraind in andermans teksten uit het hoofd te leren, maar zijn geheugen liet hem bij het niet-muzikale deel van een uitvoering soms in de steek. Hij vergat bij opnames weleens een regel of strofe, en in 1966 bij "Laundromat Blues" in eerste instantie zelfs het complete laatste refrein.
Intimi en ook toeschouwers zagen King tijdens optredens weleens tevreden met tabakspijp achter zijn "Lucie". Aan zijn favoriete futuristisch ogende Flying V-gitaar - niet te verwarren met de "Lucille" van B.B. King, een Gibson hollow body - wijdde King ooit een amper drie minuten durende ode: het nummer "(I love) Lucie" (I'm gonna take you out tonight), opgenomen in 1968.
King stierf op 21 december 1992 in Memphis (Tennessee), thuishaven van het Stax-label, na een hartaanval. Postuum werd hij in 2013 opgenomen in de Memphis Music Hall of Fame.

## Discografie
- 1962 The Big Blues, King Records
- 1967 Born Under A Bad Sign, Stax Records
- 1968 Live Wire/Blues Power, Stax Records
- 1969 Years Gone By', Stax Records
- 1969 King Of The Blues Guitar, Atlantic Records
- 1970 Blues For Elvis - King Does The King's Things, Stax Records
- 1971 Lovejoy, Stax Records
- 1972 I'll Play The Blues For You, Stax Records
- 1973 Blues At Sunset, Stax Records
- 1973 Blues At Sunrise, Stax Records
- 1974 I Wanna Get Funky, Stax Records
- 1974 Montreux Festival, Stax Records
- 1974 The Blues Don't Change, Stax Records
- 1974 Funky London, Stax Records
- 1976 Albert, Tomato Records
- 1976 Truckload Of Lovin' , Tomato Records
- 1977 I'll Play The Blues For You, Tomato Records (with John Lee Hooker)
- 1977 King Albert, Tomato Records
- 1977 The Pinch, Stax Records
- 1979 New Orleans Heat, Tomato Records
- 1979 Chronicle, Stax Records (with Little Milton)
- 1983 Crosscut Saw: Albert King In San Francisco, Stax Records
- 1984 I'm In A Phone Booth, Baby, Stax Records
- 1986 The Best Of Albert King, Stax Records
- 1986 The Lost Session, Stax Records (with John Mayall)
- 1989 Let's Have A Natural Ball, Modern Blues Recordings
- 1989 Live, Rhino Records
- 1990 Door To Door, Chess Records
- 1990 Wednesday Night In San Francisco, Stax Records
- 1990 Thursday Night In San Francisco, Stax Records
- 1992 Roadhouse Blues, RSP Records

Postume releases:
- 1993 The Ultimate Collection, Rhino Records
- 1993 So Many Roads, Charly Blues Masters
- 1994 The Tomato Years, Tomato Records
- 1995 Mean Mean Blues, King Records
- 1996 Hard Bargain, Stax Records
- 1997 Born Under A Bad Sign & Other Hits, Flashback Records
- 1999 Blues Power, Stax Records
- 1999 The Very Best Of Albert King, Rhino Records
- 1999 A Truckload Of Lovin': The Best Of Albert King, Recall Records (UK)
- 1999 In Session, Stax Records (with Stevie Ray Vaughan)
- 2001 Guitar Man, Fuel 2000 Records
- 2001 I Get Evil: Classic Blues Collected, Music Club Records
- 2001 More Big Blues Of Albert King, Ace Records
- 2002 Blue On Blues, Fuel 2000 Records
- 2003 Talkin' Blues, Thristy Ear Records
- 2003 Blues From The Road, Fuel 2000 Records
- 2007 The Very Best Of Albert King, Stax/Concord Music

## Noot
Ook al dragen de albums uit 1972 en 1977 dezelfde titel, "I'll Play The Blues For You", ze hebben een verschillende inhoud, en is de 1977-versie een verzameling van voordien onuitgegeven liedjes gemaakt door Albert King en John Lee Hooker. "In Session" (1999) was opgenomen in 1983 met Stevie Ray Vaughan. "Talkin' Blues" (2003) was live opgenomen in februari 1978, en bevat interviews met Albert King.